# Arthropteris beckleri
Arthropteris beckleri là một loài dương xỉ thuộc họ Tectariaceae. Loài này được William Jackson Hooker mô tả khoa học đầu tiên năm 1862.